# Albite (Beariz)
Alvite es un pueblo de la parroquia de Santa María de Beariz, en el municipio de Beariz, en la provincia de Orense. En el año 2019 tenía 18 habitantes, 7 hombres y 11 mujeres.
El pueblo ha sido considerado como un referente en la rehabilitación rural gallega.

## Lugares de Beariz
- Alvite
- Beariz
- A Bouza
- Garfián
- Magros
- Muradás

## Parroquias de Beariz
- Santa María de Beariz
- Santa Cruz de Lebozán
- San Salvador de Girazga